# Barbara Rias-Bucher
Barbara Rias-Bucher (* 1948) ist eine Buchautorin.
Rias-Bucher studierte Germanistik, Geschichte, Volkskunde, Philosophie und Theatergeschichte an der Albert-Ludwigs-Universität Freiburg und Ludwig-Maximilians-Universität München, wo sie 1976 in Geschichte zum Dr. phil. promoviert wurde. Rias-Bucher war jeweils zwei Jahre lang leitende Redakteurin im Bereich Ratgeberbücher und Chefredakteurin einer Publikumszeitschrift für Geschichte und Archäologie.
Seit 1980 arbeitet sie als freie Autorin für deutsche Verlage und mit Fotografen wie Christian Teubner, Christian von Alvensleben, Hans Hansen, Bodo A. Schieren, Pete und Susie Eising, Karls Newedel. Seit 1990 ist sie Mitglied des Food Editors Club Deutschland e. V. (FEC). Rias-Bucher hat sich bereits Mitte der 1980er Jahre auf die Fachgebiete vollwertige und vegetarische Ernährung spezialisiert. Außerdem arbeitete sie in den Bereichen, Food, Lifestyle, Bräuche, Feste und Alltagsgeschichte. 2001 bezog sie mit ihrem inzwischen verstorbenen Ehemann Roger Cope ein 140 Jahre altes Bauernhaus mit großem Grund im bayerischen Spargelgebiet. Sie beschäftigt sich auf dem eigenen Hof mit ökologischem Pflanzenbau, nachhaltigem Wirtschaften und Selbstversorgung.

## Freiberufliche Stationen
- 1980–2001: zahlreiche Beiträge für Zeitschriften (Damals, Brigitte, Stern, Meine Familie und ich, TV-Hören und Sehen, Fernsehwoche, Hör zu).
- 1984–1994: Buchautorin für Gräfe und Unzer, Brigitte Bücher, Zabert-Sandmann, Mosaik Verlag.
- 1995–2002: Buchautorin für Collection Rolf Heyne, Readers Digest, Random House, Südwest-Verlag, Ludwig-Verlag, dtv, Eugen Ulmer.
- 1996–1998: Herausgeberin für Brigitte-Bücher bei Goldmann.
- seit 2002. Buchautorin für Hölker-Verlag, Weltbild, Dort-Hagenhausen-Verlag, Mankau-Verlag.

## Auszeichnungen
- Vier Silbermedaillen der Gastronomischen Akademie Deutschlands
- Award des „Salon du Livre“ Frankreich

## Werke (Auswahl)
- 1985: Natürlich kochen – köstlich wie noch nie. Gräfe und Unzer, ISBN 3-7742-4631-9.
- 1988: Vollwert Kochvergnügen wie noch nie. Gräfe und Unzer, ISBN 3-7742-4652-1.
- 1989: Vollwert Backvergnügen wie noch nie. Gräfe und Unzer, ISBN 3-7742-4665-3.
- 1989: Brigitte Vollwert-Diät. Brigitte-Buch im Mosaik Verlag, ISBN 3-570-06120-5.
- 1991: Gesünder leben, vegetarisch essen. Zabert Sandmann, ISBN 3-924678-23-5.
- 1992: Leichter essen. Ein Brigitte-Buch im Mosaik Verlag, ISBN 3-576-10168-3.
- 1995: Buch der guten Küche. DAS BESTE, ISBN 3-87070-572-8
- 1997: Internationale vegetarische Küche. Südwest Verlag, ISBN 3-517-01879-1.
- 1998: Exotisches Gemüse, Ein Guide für Feinschmecker. Collection Rolf Heyne, ISBN 3-453-13800-7.
- 1999: Fest & Bräuche. Deutscher Taschenbuch Verlag, ISBN 3-423-36165-4.
- 2001: Das Weihnachts-ABC. Deutscher Taschenbuch Verlag, ISBN 3-423-20462-1.
- 2004: Das große Saucenbuch. Weltbild Buchverlag, ISBN 3-89897-066-3.
- 2006: The Little German Cookbook. Hölker Verlag, ISBN 978-3-88117-730-6.
- 2009: Bayerische Küche, Rezepte, Bräuche und Geschichten im Jahreslauf. Bassermann (Random House), ISBN 978-3-8094-2256-3.
- 2010: Aus Liebe zum Landleben: Kochen & Essen. Dort-Hagenhausen-Verlag, ISBN 978-3-9813104-1-2.
- 2010: Neues vom Wild. Hölker Verlag, ISBN 978-3-88117-818-1.
- 2011: Almküche: Herzhaftes & Süßes aus den Alpen. Hölker Verlag, ISBN 978-3-88117-832-7.
- 2012: Aromatische Geschenke mit Kräutern: kulinarische Genüsse lecker verpackt. Frech Verlag, ISBN 978-3-7724-5905-4.
- 2012: Wunderbare Winterzeit: festliche Rezeptideen für drinnen & draußen. Lifestyle Busse Seewald, ISBN 978-3-7724-7331-9.
- 2013: Schlau Gärtnern: auf der Fensterbank, dem Balkon und im Garten. Neuer Umschau-Buchverlag, ISBN 978-3-86528-733-5.
- 2014: Smoothies für Körper, Geist und Seele. Mankau Verlag, ISBN 978-3-86374-164-8.
- 2015: Heimische Superfoods: natürliche Lebensmittel und ihre positive Wirkung. Mankau Verlag, ISBN 978-3-86374-240-9.
- 2016: Die Biorhythmus-Küche: saisonale Ernährung im Einklang mit der inneren Uhr. Mankau Verlag, ISBN 978-3-86374-278-2.
- 2016: Mit Ingrid Gerhard: Richtig ernähren in Schwangerschaft und Stillzeit: Tipps für eine vielseitige, vollwertige Ernährung. Mankau Verlag, ISBN 978-3-86374-308-6.
- 2017: Echte bayerische Küche: essen, trinken, feiern! Edition Limosa, ISBN 978-3-86037-640-9.
- 2017: Keimlinge und Sprossen: Vitamine und Mineralstoffe von der Fensterbank. Mankau Verlag, ISBN 978-3-86374-364-2.
- 2017: Lupinen: das heimische Eiweißwunder. Mankau Verlag, ISBN 978-3-86374-446-5.
- 2017: Meeresgemüse und Algen. Mankau Verlag, ISBN 978-3-86374-386-4.
- 2018: Mit Ingrid Gerhard: Myome selbst heilen: richtig ernähren, die natürliche Alternative zu Pillen und OPs. Mankau Verlag, ISBN 978-3-86374-458-8
- 2020: Mit Ulrich Grasberger: Das Kochbuch für Notfall und Krise: Rezepte für 28 Tage für 4 Personen. Nach den Empfehlungen vom Bundesamt für Bevölkerungsschutz und Katastrophenhilfe. Bassermann, ISBN 978-3-8094-4164-9